# Open Source Geospatial Foundation
Die Open Source Geospatial Foundation (OSGeo) ist eine gemeinnützige Organisation mit Hauptsitz in Delaware, USA und wurde gegründet, um die Entwicklung und Nutzung von freien und quelloffenen Geoinformationssystemen (GIS) zu fördern. Seit 2006 organisiert sie die FOSS4G-Konferenz. Die OSGeo wird im deutschsprachigen Raum durch den Verein FOSSGIS vertreten.

## Geschichte
Im November 2005 kündigten die technische Arbeitsgruppe von MapServer („MapServer Technical Steering Committee“), die University of Minnesota, die DM Solutions Group und das Software-Unternehmen Autodesk eine Stiftung für MapServer, die MapServer Foundation an. Auf einer Sitzung am 4. Februar 2006 wurde die Stiftung mit dem Namen The Open Source Geospatial Foundation gegründet.
Die Ziele der Stiftung sind:
- Förderung von Open-Source-Software mit Bezug zu Geoinformationssystemen
- Freie Geodaten zu fördern
- Die Präsenz von Open-Source-GIS in der Lehre zu verbessern

Die Arbeit der Stiftung findet u. a. in regionalen Arbeitsgruppen, den sogenannten Local Chapters, statt, die sich in ihrer jeweiligen Region um die Anliegen der OSGeo bemühen. Im deutschsprachigen Raum ist seit dem Sep. 2008 der FOSSGIS e. V. aktiv.

## Projekte

### Software-Projekte
Ein Schwerpunkt liegt auf der gemeinsamen Entwicklung von Softwareprojekten zur Verwaltung von Geoinformationen. Die OSGeo Foundation gewährleistet durch einen Aufnahmeprozess ("Incubation"), den alle OSGeo-Projekte durchlaufen müssen, rechtliche Sicherheit für den Anwender und achtet auf eine gesunde Entwickler-Community.

#### Web-Mapping-Software & -Standards
Der Bereich Web Mapping Software beinhaltet Web-basierte Kartenanwendungen wie Kartenserver, Client-Umgebungen und Service-Orchestrierungs- und Management-Software. Die oft weltweit verteilten Dienste können über die Standards des Open Geospatial Consortium (OGC) lose miteinander gekoppelt werden. Kartendienste erzeugen dynamische Bilddateien, die aus Vektor-, Rasterdaten oder einer Kombination dieser beiden Datentypen bestehen. Web-Anwendungen fordern die Kartenbilder über das Umgebungsrechteck an. Zusätzliche Interaktivität wird durch die Möglichkeit geboten, Vektordaten zu verändern.
Mit dem Tile Map Service (TMS) hat die Foundation einen Standard für Tiled Web Maps entwickelt.

#### Desktop-GIS
Desktop-Geoinformationssysteme sind die Anwendungen, mit denen die meisten GIS-Anwender direkten Kontakt haben. Der Schwerpunkt der Desktop-GIS liegt auf ressourcenintensiven Berechnungen, zum Beispiel die Bearbeitung von gerastertem Kartenmaterial. Die Möglichkeit, verteilte Dienste einzubinden, wurde von den web-basierten GIS adaptiert.

#### Software-Bibliotheken
Jeweils eine in C++ und eine in Java implementierte Software-Bibliotheken zur räumlichen Datenverarbeitung bilden die Basis vieler weiterer Open-Source-Projekte von OSGeo.

#### Metadatenkataloge
Ein Metadatenkatalog wird eingesetzt, um die weltweit verteilten Dienste sinnvoll (semantisch und syntaktisch richtig) miteinander koppeln zu können.

#### Anzeige Clients
GeoMoose ein Web-Client auf Basis des JavaScript-Framework zur Anzeige verteilter kartografischer Daten.

### Bildung und Lehre
Ein weiteres Ziel der OSGeo ist die Kooperation mit Universitäten und Bildungsstätten, um die Erstellung und Pflege von Lehrplänen zu unterstützen. Die effiziente Nutzung von Software setzt voraus, dass sie nicht nur gut ist, sondern auch kompetent eingesetzt wird. Die gute Ausbildung von Fachkräften liegt deshalb sehr im Interesse der OSGeo.

### Öffentliche Geodaten
Als dritten Schwerpunkt fördert die OSGeo die freie Verfügbarkeit von Geodaten. Geodaten entstehen auf allen Ebenen und in verschiedensten Formen, ein großer Bereich kommt aus der öffentlichen Verwaltung und ist damit auch ein öffentliches Gut. Dieses Gut in Wert zu setzen, nutzbar zu machen und zu fördern ist eine langfristige und nachhaltige Aufgabe, die durch die Verwendung von freier- und Open-Source-Software erheblich erleichtert wird. Des Weiteren ist die OSGeo auch Ansprechpartner zu Lizenzierungsfragen, kommerzieller Nutzung öffentlicher Daten und Kooperationen mit der privaten Wirtschaft.

## FOSS4G-Konferenz
Seit 2006 veranstaltet die OSGeo jährlich die FOSS4G-Konferenz, dabei steht FOSS4G für Free and Open Source Software for Geospatial.
| Name       | Datum                     | Ort                                                |
| ---------- | ------------------------- | -------------------------------------------------- |
| FOSS4G2006 | 12. Sep. – 15. Sep. 2006  | Lausanne (Schweiz)                                 |
| FOSS4G2007 | 24. Sep. – 27. Sep. 2007  | Victoria (Kanada)                                  |
| FOSS4G2008 | 29. Sep. – 03. Okt. 2008  | Kapstadt (Südafrika)                               |
| FOSS4G2009 | 20. Okt. – 23. Okt. 2009  | Sydney (Australien)                                |
| FOSS4G2010 | 6. Sep. – 09. Sep. 2010   | Barcelona (Spanien)                                |
| FOSS4G2011 | 12. Sep. – 16. Sep. 2011  | Denver (USA)                                       |
| FOSS4G2013 | 17. Sep. – 21. Sep. 2013  | Nottingham (Vereinigtes Königreich)                |
| FOSS4G2014 | 8. Sep. – 13. Sep. 2014   | Portland (USA)                                     |
| FOSS4G2015 | 14. Sep. – 19. Sep. 2015  | Seoul (Korea)                                      |
| FOSS4G2016 | 22. Aug. – 26. Aug. 2016  | Bonn (Deutschland)                                 |
| FOSS4G2017 | 14. Aug. – 19. Aug. 2017  | Boston (USA)                                       |
| FOSS4G2018 | 27. Aug. – 02. Sep. 2018  | Daressalam (Tansania)                              |
| FOSS4G2019 | 26. Aug. – 30. Aug. 2019  | Bukarest (Rumänien)                                |
| FOSS4G2020 | 24. Aug. – 29. Aug 2020   | Calgary ( Kanada) wegen COVID-19-Pandemie abgesagt |
| FOSS4G2021 | 27. Sept. – 02. Okt. 2021 | Buenos Aires ( Argentinien)                        |
| FOSS4G2022 | 22. Aug. – 28. Aug 2022   | Florenz ( Italien)                                 |
| FOSS4G2023 | 26. Juni – 02. Juli 2023  | Prizren ( Kosovo)                                  |
| FOSS4G2024 | 2. Dez. – 8. Dez. 2024    | Belém (Brasilien)                                  |

## OSGeoLive

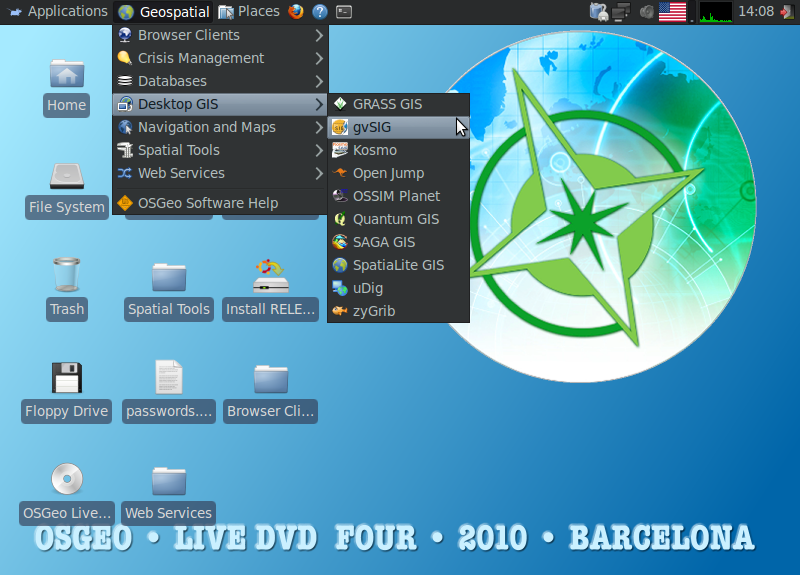
Bildschirmfoto der OSGeoLive DVD, Release 4.0 – 'Barcelona' anlässlich der FOSS4G2010.

Mit OSGeoLive bietet die OSGeo ein Live-System an, das mit freier und quelloffener GIS-Software, freien Beispiel-Daten und Dokumentationen aufwartet. Das System basiert auf Lubuntu (bis Version 7.9 auf Xubuntu) und enthält die Projekte der OSGeo sowie weitere freie GIS-Software, wovon einige auch auf Windows und Mac installierbar sind. Auf der Website des Vereines wird ein ISO-Abbild zum Erstellen von OSGeoLive auf DVD oder USB-Stick angeboten. Jährlich, bis 2017 halbjährlich werden Versionen veröffentlicht.
| Version | Datum      | Typ, Name, Anlass                              |
| ------- | ---------- | ---------------------------------------------- |
| 02.0.3  | 2009-10-04 | FOSS4G2009 Sydney                              |
| 03.0    | 2010-07-31 | Arramagong                                     |
| 04.0    | 2010-09-05 | FOSS4G2010 Barcelona                           |
| 04.5    | 2011-03-20 | Spring Barcelona                               |
| 05.0    | 2011-08-30 | FOSS4G2011 Denver, Intergeo Nürnberg           |
| 05.5    | 2012-02-26 | FOSSGIS-Konferenz Dessau                       |
| 06.0    | 2012-08-20 | Intergeo Hannover                              |
| 06.5    | 2013-02-24 | FOSSGIS-Konferenz Rapperswil, AGIT 25 Salzburg |
| 07.0    | 2013-09-09 | FOSS4G2013 Nottingham                          |
| 07.9    | 2014-03-10 |                                                |
| 08.0    | 2014-08-22 | FOSS4G2014 Portland                            |
| 08.5    | 2015-02-24 |                                                |
| 09.0    | 2015-09-03 | FOSS4G2015 Seoul                               |
| 09.5    | 2016-03-22 |                                                |
| 10.0    | 2016-08-03 | FOSS4G2016 Bonn                                |
| 11.0    | 2017-08-09 | FOSS4G2017 Boston                              |
| 12.0    | 2018-09-04 | FOSS4G2018 Daressalam                          |
| 13.0    | 2019-08-31 | FOSS4G2019 Bukarest                            |
| 14.0    | 2021-05-23 | Malena (FOSS4G2021 Buenos Aires)               |
| 15.0    | 2022-12-03 | FOSS4G2022 Firenze                             |
| 16.0    | 2023-10-23 |                                                |

## Sol Katz Award
Der Sol Katz-Award für Freie und Quelloffene Geodaten-Software GFOSS (Geospatial Free and Open Source Software) wird von der OSGeo jährlich an Personen verliehen, die eine Vorreiterrolle in der GFOSS-Gemeinschaft zeigten.
Preisträger waren:
- 2005 – Frank Warmerdam, Entwickler der Programmbibliothek GDAL/OGR
- 2006 – Markus Neteler, GRASS-GIS-Entwickler seit 1998 und Gründungsmitglied der Open Source Geospatial Foundation
- 2007 – Steve Lime, Leiter des MapServer-Projektes
- 2008 – Paul Ramsey, Leiter des PostGIS-Projektes
- 2009 – Daniel Morissette, Co-Leiter des MapServer-Projektes und Entwickler der Programmbibliothek GDAL/OGR
- 2010 – Helena Mitasova, Mitarbeiterin bei GRASS GIS, Autorin und Promoterin der FOSS4G
- 2011 – Martin Davis, Gründer und Entwickler der Java Topology Suite
- 2012 – Venkatesh Raghavan, Förderer von FOSS4G und seiner Community
- 2013 – Arnulf Christl, spielte eine wichtige Rolle beim Mapbender-Projekt, Gründungsdirektor von OSGeo
- 2014 – Gary Sherman, Gründer des QGIS-Projekts
- 2015 – Maria Antonia Brovelli
- 2016 – Jeff McKenna
- 2017 – Andrea Aime, GeoServer- und GeoTools-Entwickler
- 2018 – Astrid Emde
- 2019 – Even Rouault
- 2020 – Anita Graser
- 2021 – Malena Libman
- 2022 – Sandro Santilli
- 2023 – Howard Butler
- 2024 – Tom Kralidis